# Xidhí
Xidhí är en ort i Mexiko.   Den ligger i kommunen Cadereyta de Montes och delstaten Querétaro Arteaga, i den sydöstra delen av landet, 140 km norr om huvudstaden Mexico City. Xidhí ligger 1 748 meter över havet och antalet invånare är 113.
Terrängen runt Xidhí är huvudsakligen kuperad, men åt sydväst är den platt. Runt Xidhí är det ganska tätbefolkat, med 60 invånare per kvadratkilometer. Närmaste större samhälle är Tecozautla, 8,5 km söder om Xidhí. Trakten runt Xidhí består i huvudsak av gräsmarker.